# Прапор Верхова
Прапор Верхова — офіційний символ села Верхів, Рівненського району Рівненської області, затверджений 24 червня 1998 р. рішенням сесії Верхівської сільської ради. 
Автори — А. Гречило та Ю. Терлецький.

## Опис
Квадратне жовте полотнище, від нижніх кутів до середини верхнього краю йде синій клин, на якому білий лебідь з піднятими крильми, обабіч на жовтому тлі — по чорному наконечнику стріли вістрям угору.

## Значення символів
Геральдичне вістря вказує на розташування села на височині, від чого й виводять його назву. Наконечники стріл символізують давню оборонну функцію поселення, а лебідь — місцеві водойми.